# Minor (Jakucja)
Minor (ros. Минор) – osiedle w Rosji, w Jakucji na obszarze ułusu ust'-majskiego.

## Historia
Osiedle Minor (Tadeusz Hoff używał nazwy Minora) powstała w pobliżu miejscowości Zwiozdoczka, oddzielone od niej wzniesieniem pokrytym tajgą. Została ulokowana w centrum śródgórskiej kotlinie, wznoszącej się w kierunku północno-wschodnim. W odległości około 50 km od osady została wyznaczona granica Jakucji z Dalekim Wschodem. Osada powstała na obszarze tzw. wiecznej zmarzliny. Przez jej środek przepływał potok. Na początku lat 40. w promieniu około 4-5 kilometrów od osady teren nie był zalesiony.
Osada została założona osada robotnicza w latach 20. XX wieku z uwagi na odkryte tam spore pokłady złota. Podczas II wojny światowej Minora była miejscem zesłań deportowanych Polaków przez władze ZSRR. Według stanu z 1940 osada po części była już wyludniona z uwagi na wyeksploatowanie złóż złota, położone w tym rejonie zwykle na niewielkiej głębokości. Według relacji zesłanego tam wówczas Tadeusza Hoffa w osadzie panowały „warunki takie, że nikt z Rosjan przyjeżdżających wcześniej na zarobek – młodych zdrowych i silnych mężczyzn, a przy tym przywykłych do tych skrajnie trudnych warunków – nie wytrzymywał w nich dłużej niż rok, półtora”. W tym czasie na osiedle składały się małe drewniane domki, kilka większych domów i baraków w centrum. Poza tym funkcjonowały wtedy magazyny, sklepy, poczta, biura, posterunek milicji, świetlica, szpital. Na obrzeżach osady istniał cmentarz, położony na zboczu górskim. Najważniejszym i zarazem największym obiektem w osadzie była, położona kilkaset metrów od centrum w bliskości stromej góry, duża budowla, będąca kopalnią złota. Tam pracowano nad przemywaniem rudy w poszukiwaniu złota. Czyniono to zarówno z polecenia państwa, jak też prywatnie. Wydobywanie rudy z ziemi odbywało się w ciągu roku, zaś przemywanie wyłącznie latem z uwagi na potrzebę użycia wody. Brygady poszukiwawcze działały wtedy w rejonie eksploatacyjnym trestu „Dżugdżurzołoto”.
Obecnie miejsce jest niezamieszkałe. Przepływa tam także potok o nazwie Minor.